# Edmund Zientara
Edmund Zientara (25. ledna 1929 Varšava – 3. srpna 2010 Varšava) byl polský fotbalista, záložník. Po skončení aktivní kariéry působil jako trenér.

## Fotbalová kariéra
Hrál za Polonii Warszawa, CWKS Warszawa, OWKS Lublin, Gwardii Varšava, Legii Warszawa. S CWKS Warszawa získal v roce 1956 mistrovský titul. Polský fotbalový pohár vyhrál v roce 1954 s Gwardií Varšava a v roce 1956 s CWKS Warszawa. V Poháru mistrů evropských zemí nastoupil v 6 utkáních. Za polskou reprezentaci nastoupil v letech 1951-1960 ve 40 utkáních a dal 1 gól. Byl členem polské reprezentace na LOH 1960 v Římě, nastoupil ve 3 utkáních.

## Ligová bilance
| Ročník              | Zápasy | Góly | Klub              |
| ------------------- | ------ | ---- | ----------------- |
| 1. polská liga 1947 | -      | -    | Polonia Warszawa  |
| 1. polská liga 1948 | -      | -    | Polonia Warszawa  |
| 1. polská liga 1949 | -      | -    | Kolejarz Warszawa |
| 1. polská liga 1950 | 1      | 0    | CWKS Warszawa     |
| 1. polská liga 1951 | 21     | 0    | CWKS Warszawa     |
| 2. polská liga 1952 | -      | -    | OWKS Lublin       |
| 1. polská liga 1953 | -      | -    | Gwardia Varšava   |
| 1. polská liga 1954 | -      | -    | Gwardia Varšava   |
| 1. polská liga 1955 | -      | -    | Gwardia Varšava   |
| 1. polská liga 1956 | 21     | 0    | CWKS Warszawa     |
| 1. polská liga 1957 | 19     | 0    | Legia Warszawa    |
| 1. polská liga 1958 | 22     | 0    | Legia Warszawa    |
| 1. polská liga 1959 | 22     | 1    | Legia Warszawa    |
| 1. polská liga 1960 | 22     | 1    | Legia Warszawa    |
| 1. polská liga 1961 | 26     | 1    | Legia Warszawa    |
| 1. polská liga 1962 | 3      | 0    | Legia Warszawa    |
| CELKEM Ekstraklasa  | -      | -    |                   |